# Lobatus raninus
Lobatus raninus (nomeada, em inglês, hawk-wing conch) é uma espécie de molusco gastrópode marinho pertencente à família Strombidae. Foi classificada por Johann Friedrich Gmelin em 1791; descrita como Strombus raninus e assim classificada até o século XX (com Puerto Plata, na ilha de São Domingos, citada como localidade de coleta de seu tipo nomenclatural). É nativa do oeste do oceano Atlântico; da Carolina do Norte até Flórida (EUA) e Antilhas, no mar do Caribe, norte da América do Sul (leste da Colômbia, Venezuela, Guianas) e pela costa brasileira, do Pará e Amapá até Ceará e Rio Grande do Norte, na região nordeste. A denominação de seu epíteto específico (raninus) significa "pequena rã", porque a concha, vista em sua face dorsal, assemelha-se a uma rã.

## Descrição da concha
Conchas de 10 a pouco mais de 12 centímetros, quando desenvolvidas, de coloração cinza acastanhada, constantemente apresentando manchas mais escuras; com sua espiral dotada de 9 a 10 voltas e com a sua última volta formando uma aba dotada de lábio externo expandido e espesso, sem possuir longa projeção direcionada para cima, ultrapassando a espiral, como ocorre com Lobatus gallus. Sua columela é brilhante, com abertura branca ou rosada, e sua volta final possui duas grandes protuberâncias (Strombus bituberculatus), com a superfície da concha dotada de estrias e pequenos nódulos. Indivíduos juvenís também apresentam lábio externo fino e podem ser confundidos pelo não-especialista com conchas do gênero Conus. Sua abertura apresenta um opérculo córneo que não fecha completamente sua entrada.

## Habitat
Lobatus raninus ocorre em águas rasas, entre o nível médio do mar até 55 metros de profundidade e em substrato com algas.

## Análise taxonômica das espécies do Atlântico e Pacífico Oriental
Durante o século XX no gênero Strombus, análises posteriores do início do século XXI concluíram que Lobatus seria o primeiro táxon disponível para a inclusão de um grupo de grandes e pesados Strombidae do oeste do Atlântico e leste do Pacífico, que excetuavam as espécies Strombus pugilis, Strombus alatus e Strombus gracilior. Tal situação fora mantida até o ano de 2020, envolvendo cinco espécies, quando uma minuciosa análise taxonômica por Maxwell et al., "Towards Resolving the American and West African Strombidae (Mollusca: Gastropoda: Neostromboidae) Using Integrated Taxonomy", definiu as espécies extantes do leste do Pacífico até o oeste da costa africana sob a seguinte nomeclatura:
Gênero Aliger Thiele, 1929
Espécie Aliger gallus (Linnaeus, 1758) - Sin. Lobatus gallus
Espécie Aliger gigas (Linnaeus, 1758) - Sin. Lobatus gigas
Gênero Lobatus [Swainson], 1837
Espécie Lobatus peruvianus (Swainson, 1823)
Espécie Lobatus raninus (Gmelin, 1791)
Gênero Macrostrombus Petuch, 1994
Espécie Macrostrombus costatus (Gmelin, 1791) - Sin. Lobatus costatus
Gênero Persististrombus Kronenberg & H. G. Lee, 2007
Espécie Persististrombus granulatus (Swainson, 1822)
Gênero Strombus Linnaeus, 1758
Espécie Strombus alatus Gmelin, 1791
Espécie Strombus gracilior G. B. Sowerby I, 1825
Espécie Strombus pugilis Linnaeus, 1758
Gênero Thetystrombus Dekkers, 2008
Espécie Thetystrombus latus (Gmelin, 1791)
Gênero Titanostrombus Petuch, 1994
Espécie Titanostrombus galeatus (Swainson, 1823) - Sin. Lobatus galeatus
Espécie Titanostrombus goliath (Schröter, 1805) - Sin. Lobatus goliath